# The Tommyknockers
The Tommyknockers - este un roman de groază științifico-fantastic din 1987 scris de Stephen King.

## Povestea
Locuitorii unui cătun liniștit din Maine găsesc în pădure un enorm vas îngropat de milioane de ani. Acesta este începutul unui coșmar oribil.

## Ecranizări
- The Tommyknockers (ro.: Misterele din Haven Falls), un film de televiziune din 1993 produs de ABC, în rolurile principale: Jimmy Smits ca Jim Gardener și Marg Helgenberger ca Bobbi Anderson. Filmul diferă de roman deoarece extratereștrii revin la viață după ce au supt viața locuitorilor din Haven, în timp ce în roman locuitorii din Haven se transformă încet în extratereștri.